# Jasper—Edson
Pour les articles homonymes, voir Jasper.
Japer—Edson fut une circonscription électorale fédérale de l'Alberta, représentée de 1935 à 1968.
La circonscription de Jasper—Edson a été créée en 1933 d'une parties d'Edmonton-Ouest. Abolie en 1966, elle fut redistribuée parmi Peace River, Pembina, Red Deer, Rocky Mountain et Wetaskiwin.

## Députés
1. 1935-1949 — Walter Frederick Kuhl, CS
2. 1949-1953 — John William Welbourn, PLC
3. 1953-1958 — Charles Yuill, CS
4. 1958-1967 — Hugh Horner, PC
5. 1967-1968 — Douglas Marmaduke Caston, PC

- CS = Parti Crédit social
- PC = Parti progressiste-conservateur
- PLC = Parti libéral du Canada